# Wänker von Dankenschweil (Adelsgeschlecht)

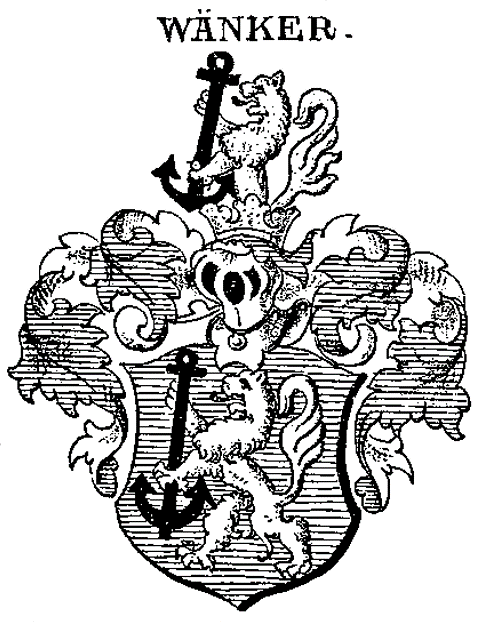
Wappen der Wänker in Johann Siebmachers Wappenbuch

Wänker von Dankenschweil, zumeist Waenker von Dankenschweil, ist der Name eines briefadeligen Geschlechts, welches von dem Adelsgeschlecht von Dankenschweil mit Stammsitz in Danketsweiler abstammt. 

## Geschichte
Die letzte Nachfahrin der Reichsritter von Dankenschweil war Anna Maria Cleopha von Dankenschweil (1721–1793). Diese heiratete in Freiburg den Juristen Johann Martin Wanker (1713–1761) und bekam mit ihm zusammen u. a. Sohn Anton Xaver Regalat Wanker. Nachdem Anton in Sankt Petersburg als Armeelieferant reich und vom Zaren geadelt worden war, wurde er mit Erlaubnis von Kaiser Franz II. am 28. November 1796 in den Reichsadelsstand erhoben und nannte sich fortan Wänker von Dankenschweil. Das Geschlecht gilt seit den 1980er Jahren im genealogischen Kontext als im Mannesstamme erloschen.

## Wappen
Das reichsadelige Wappen zeigt in Blau einen, in den Vorderpranken einen Anker haltenden silbernen Löwen; den gekrönten Helm ziert der Löwe mit dem Anker wachsend. Die Helmdecken sind blau-silber.

## Stammesliste (Auszug)
1. Anton Xaver Regalat Wänker von Dankenschweil (1747–1821) ⚭ Charlotte Gronwald (1753–1833)
  1. Peter Sebastian Georg (1876–1855)
  2. Johann Louis (1777–1817) ⚭ I: N. von Dahler ⚭ II: N. von Ehrenberg
    1. Louis († 1818)

  3. Anton (1778–1861) ⚭ Maria Theresia Stutz († 1861)
    1. Ludwig Anton Thomas (1805–1880) ⚭ Elise Kapferer († 1887)
      1. Elise (* 1833) ⚭ Hermann Obkircher (1819–1881)
      2. Natalie (* 1834) ⚭ Leopold Kieffer (1830–1886)
      3. Gustav (1835–1871)
      4. Alexandrine (* 1841) ⚭ Alexander Wallau (1820–1882)
      5. Richard (* 1845) ⚭ Angelica Sautier (* 1848)
        1. Mathilde Victoria Maria (* 1870)
        2. Franziska Angelica Elisabeth (* 1872)
        3. Constantin Ludwig Richard (1876–1937), Generalleutnant[2]
        4. Maria Theresia Gertrud (* 1878)
        5. Victor Arthur Dankwart (* 1883)

    2. Otto (1808–1885) ⚭ I: Karoline Höber ⚭ II: Mathilde Naegele
      1. I: Caroline (1841–1860)
      2. II: Mathilde (* 1846) ⚭ Heinrich Kapferer
      3. Ottilie (* 1848)
      4. Helene (* 1849) ⚭ Franz Freiherr Rüdt von Collenberg (* 1844)

    3. Nathalie (* 1812) ⚭ Adolf Schrickel (1805–1885)
    4. Kuno (1813–1879) ⚭ (* 1826) Sofie Leiblein
      1. Arthur Anton Philipp Victor (* 1849) ⚭ Carmen Adela Dölter-Citerich (* 1851)
      2. Emma Sofie Johanna (* 1853) ⚭ Max von Detten (* 1840)
      3. Alexander Emil Kuno (1855–1881)
      4. Wilhelm Julius Werner (* 1856) ⚭ Anna Edle von Schmidt zu Dautenstein (* 1857)
        1. Hans Kuno Eduard (* 1887)

    5. Emma (1815–1842) ⚭ Mathias August Föhrenbach (* 1873)

  4. Josef (1781–1839)
  5. Ferdinand (1782–1814) ⚭ Amalie Roth
    1. Charlotte Amalie (* 1808) ⚭ I: N. Schilling († 1833) ⚭ II: N. Mezger
    2. Friedrich August Ferdinand (1812–1854) ⚭ Rosamunde Günther († 1874)
      1. Gustav August David (1843–1878)
      2. Ferdinand Benjamin (1851–1914) ⚭ Julie Groos (* 1855)
      3. Luise (* 1853) ⚭ Alfred Fritschi

  6. Alexander Gregor (1783–1845)
  7. Louis (1785–1811)
  8. Paul (1792–1814)
  9. Jacob (1795–1814)
  10. Josefine (1796–1814)
  11. Charlotte († 1849)